# Aníbal Milhais

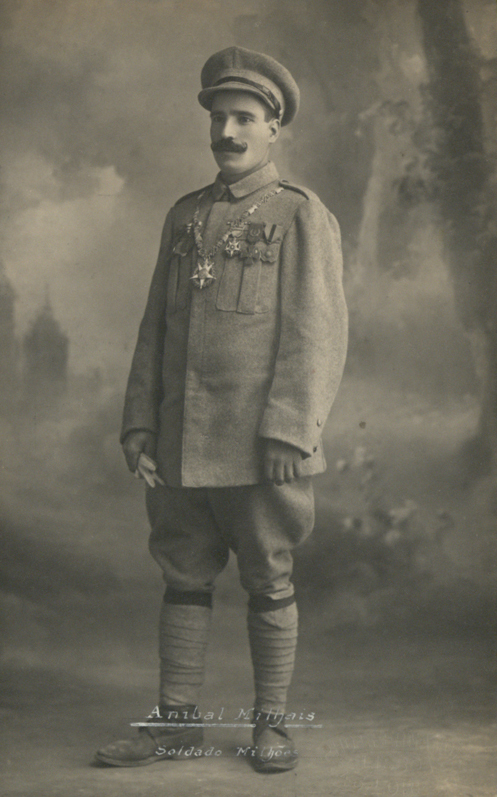
Aníbal Milhais

Aníbal Augusto Milhais (* 9. Juli 1885 in Valongo, Murça; † 3. Juni 1970 ebenda, nun nach ihm benannt als Valongo de Milhais) war der am höchsten dekorierte portugiesische Soldat im Ersten Weltkrieg. Er wurde u. a. mit dem Turm- und Schwertorden als höchster Auszeichnung seines Landes ausgezeichnet. Bekannt wurde er unter dem Beinamen Soldado Milhões, zu deutsch Millionen-Soldat.

## Leben

### Vorkriegszeit
Bis zum Krieg war Milhais als Landwirt tätig.

### Im Ersten Weltkrieg

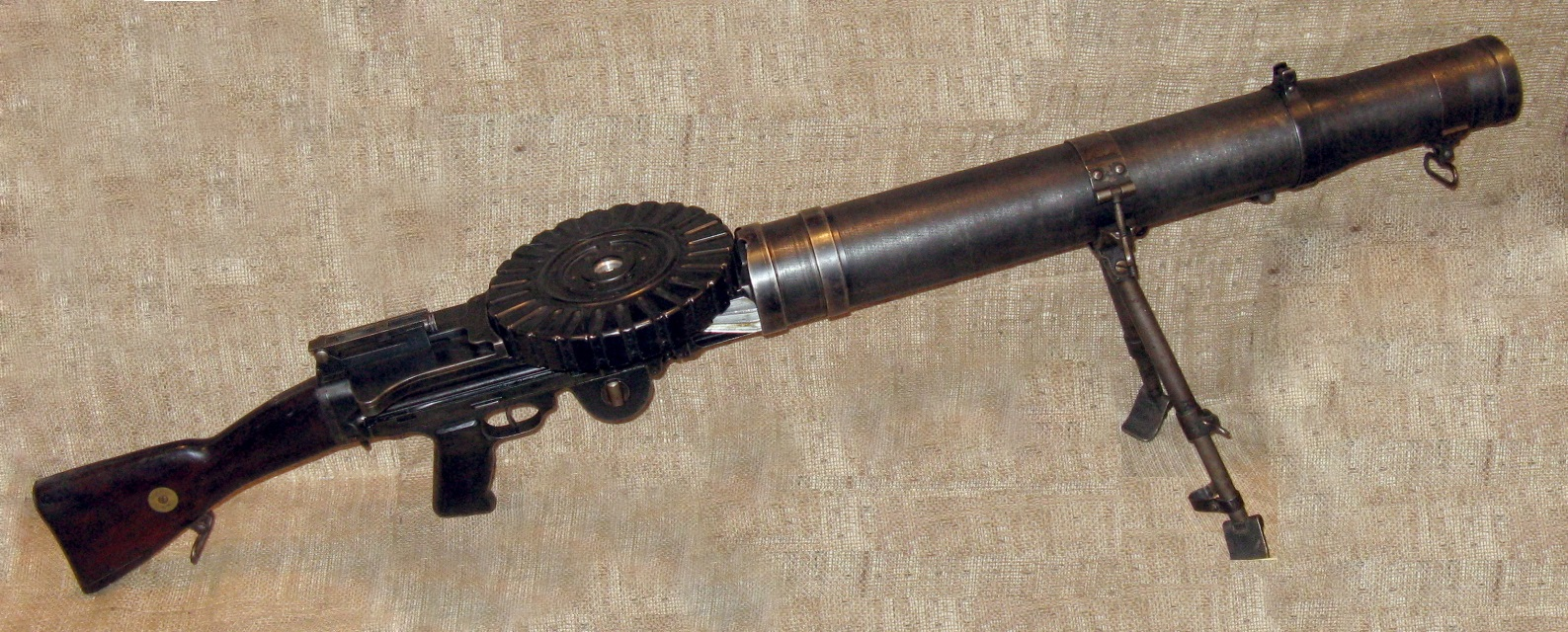
Ein Lewis-Maschinengewehr wie von Milhais verwendet

Am 30. Juli 1915 wurde Milhais in die Infanterie eingezogen. 1917 kam er zum Portugiesischen Expeditionskorps. Dieses war zum Einsatz an der Westfront aufgestellt worden, nachdem das Deutsche Reich Portugal am 9. März 1916 den Krieg erklärt hatte. Milhais wurde dem 15. Bataillon der Trás os Montes-Brigade der 2. Infanteriedivision zugeteilt, 1917 nach Frankreich verlegt und dort in Flandern eingesetzt. Am 9. April 1918, dem Beginn der Vierten Flandernschlacht, wurde der Frontabschnitt, an dem die portugiesische Division neben britischen Truppen eingesetzt war, massiv von deutschen Truppen angegriffen, sodass sich die alliierten Truppen unter schweren Verlusten zurückziehen mussten. Milhais sicherte als Schütze eines Lewis-Maschinengewehres den Abzug. Er blieb mit seinem leichten Maschinengewehr auf seinem Posten und beschoss den Gegner, solange seine Munition reichte. Schließlich beschlossen die Deutschen, seine Position zu umgehen, so dass Milhais drei Tage lang allein hinter den feindlichen Linien zurückblieb. Am dritten Tag entdeckte Milhais einen schottischen Major in einem Sumpf. Diesen rettete er vor dem Ertrinken und erreichte mit ihm dann die alliierten Linien. Bei Rückkehr zu seiner Einheit begrüßte ihn sein Vorgesetzter mit den Worten:

“Tu és Milhais, mas vales Milhões!”

„Sie heißen Milhais, aber Sie sind Millionen wert!“

Während Milhais selbst über die Geschehnisse hinter den feindlichen Linie schwieg, berichtete der gerettete Offizier seinem Hauptquartier über die Geschehnisse. Einige Monate später sicherte Milhais erneut einen Rückzug mit seinem Lewis-MG. Dies fand sowohl in belgischen als auch in britischen Berichten Erwähnung.

### Leben Nach dem Krieg
Am 2. Februar 1919 kehrte Milhais in seine Heimat zurück. Er heiratete Terese, das Paar bekam neun (nach anderer Quelle zehn) Kinder. 1928 wanderte Milhais nach Brasilien aus. Dort wurde er von der portugiesischen Gemeinschaft als Held gefeiert. Als er in finanzielle Nöte geriet, sammelte diese Geld für ihn, so dass er im selben Jahr nach Portugal zurückkehren konnte. Zurück in seiner Heimat, war er erneut in der Landwirtschaft tätig, ferner erhielt er eine staatliche Pension. Am 3. Juni 1970 verstarb er in seinem inzwischen nach ihm benannten Geburtsort.

## Auszeichnungen und Ehrungen

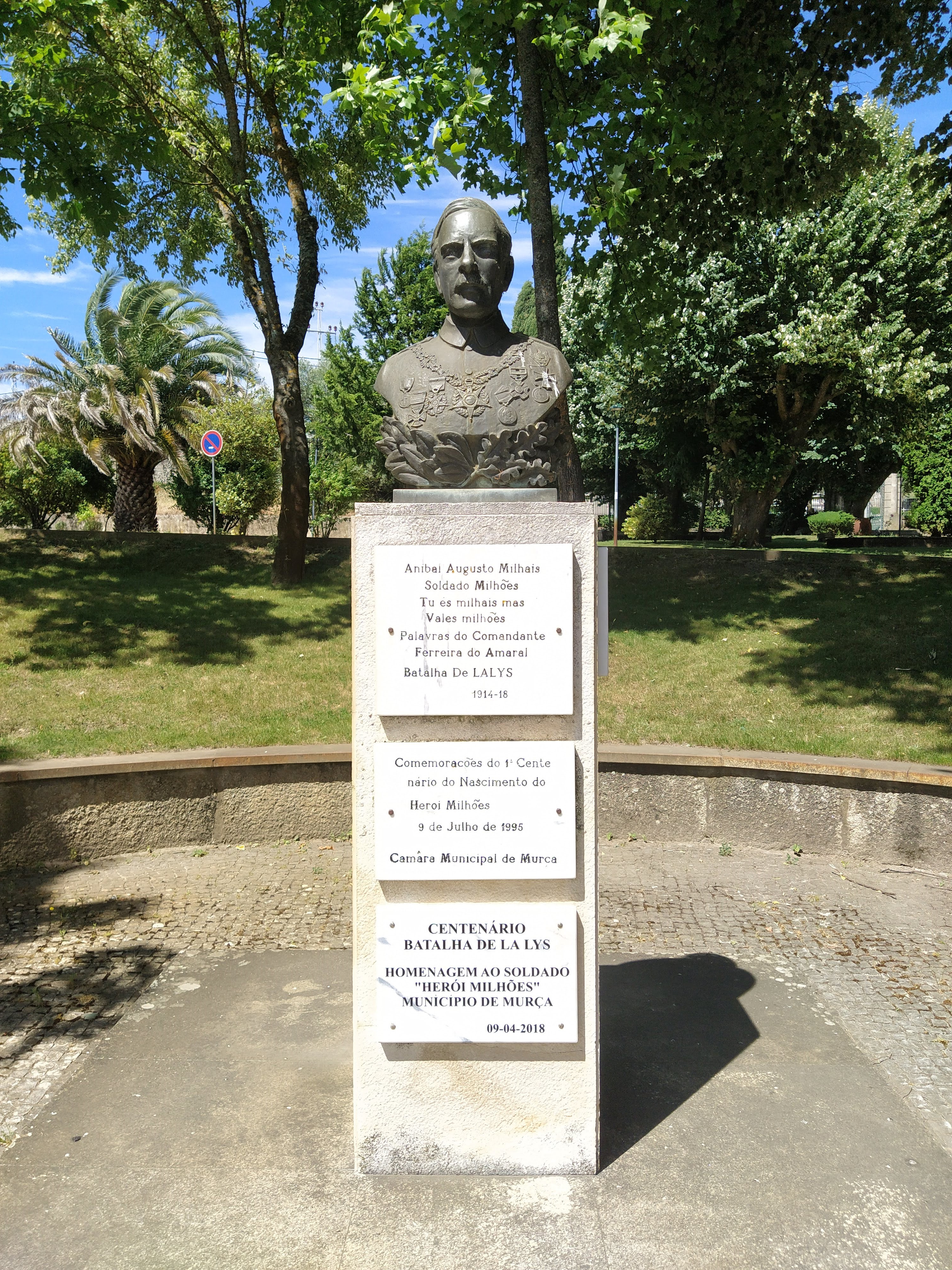
Büste Milhais in Murça

Am 31. August 1918 erhielt Milhais auf dem Schlachtfeld vor 15.000 versammelten Soldaten die höchste portugiesische Auszeichnung, den Turm- und Schwertorden.
- Turm- und Schwertorden
- portugiesisches Kriegskreuz, verliehen 1918
- portugiesische Siegesmedaille, verliehen 1919
- portugiesische Gedenkmedaille der Kampagne in Frankreich 1917–1918, verliehen 1919
- Ritter der französischen Ehrenlegion, verliehen 1918
- Belgischer Orden Leopolds II., verliehen 1918

Am 8. Juli 1924 erfolgte auf Beschluss des portugiesischen Parlamentes die Umbenennung seines Geburtsortes Valongo in Valongo de Milhais.
In Portugal erinnern mehrere Denkmäler an Milhais.
Im Militärmuseum von Porto sind u. a. die Pistole, das Sparbuch sowie Orden von Milhais ausgestellt.

## Verfilmung
Die Geschichte Milhais wurde 2018 unter dem Titel Soldado Milhões verfilmt. Regie führten Jorge Paixão da Costa und Gonçalo Galvão Teles. In den Hauptrollen spielten Graciano Dias, João Arrais und Miguel Borges. In deutscher Übersetzung erschien der Film unter dem Namen Allein an der Front.